# Roc de la Mel
El Roc de la Mel és una muntanya de 568 metres que es troba al municipi de Casserres, a la comarca catalana del Berguedà.